# Daphnia atkinsoni
Daphnia atkinsoni je vrsta račića iz roda Daphnia, reda Cladocera.

## Opis
Telo im je zatvoreno u dvokapki karapaks, izvan koga ostaje glava sa glavenim ekstremitetima. Trup je građen od nekoliko segmenata sa pet ili šest pari listolikih ekstremiteta. Prve antene su male, a druge krupne, račvaste i razgranate. Mandibule su izgrađene u skladu sa filtracionim načinom ishrane. Na glavi se nalaze složene oči koje su spojen po sredini i naupliusovo oko. Trupnih pet ili šest pari ekstremiteta imaju čekinje čijim pokretanje nastaje strujanje vode koja potpomaže respiraciju, a omogućava i pribavljanje čestica hrane. Abdomen je znatno redukovan i samo je njegov zadnji deo ili postabdomen dobro razvijen i povija se nadole. Druge antene su osnovni organi za kretanje.

## Rasprostranjenje
Nalazi se u sezonskim barama i ribnjacima Vojvodine.